# John Snedker
John Snedker (født 25. januar 1962) er en dansk socialdemokratisk kommunalpolitiker fra Bryndum ved Esbjerg. Han har været medlem af Esbjerg Byråd fra 1982 til 1994 samt fra 2006 til 2021. For sit arbejde i byrådet er han blevet hædret som Ridder af Dannebrogsordenen i 2019.
Snedker er uddannet folkeskolelærer fra Esbjerg Lærerseminarium og har foruden arbejdet som folkeskolelærer været centerchef ved Center for Undervisningsmidler ved UC SYD til 2018, hvor han blev chef for en ny strategisk enhed ved UC Syd. Snedker er endvidere medlem af bestyrelsen for Esbjerg Havn.
Ved kommunalvalget i Esbjerg Kommune 2009, 2013 og 2017 stillede Snedker op som spidskandidat for Socialdemokratiet og dermed udfordrede Venstre på borgmesterposten. I 2017 var der stort spænding om posten, da Johnny Søtrup, der havde været borgmester i 24 år trådte af. Det lykkedes dog alligevel ikke at opnå borgmesterembedet. I sin byrådstid nåede Snedker dog bl.a. at være udvalgsformand for plan- og miljøudvalget.